# Lufthansa City Center
Lufthansa City Center ist das weltweit größte unabhängige Franchise-Unternehmen im Reisebüromarkt. Zur Kette von inhabergeführten Reisebüros gehören allein in Deutschland 280 Büros mit rund 1.800 Mitarbeitern. Die Zentrale der Lufthansa City Center befindet sich in Frankfurt am Main.

## Das Unternehmen
Das Franchiseunternehmen LCC Group besteht aus der Lufthansa City Center Reisebüropartner GmbH (LCR) und für das internationale Geschäft der Tochtergesellschaft Lufthansa City Center International GmbH (LCCI). Weltweit umfasst die Kette rund 600 Büros mit insgesamt 7.500 Mitarbeitern in rund 110 Ländern. Die Unternehmen erwirtschafteten 2024 insgesamt einen Umsatz von rund 7,6 Milliarden Euro, der sich in Corporate-Travel (Geschäftsreisen) und Leisure-Travel (Touristik) aufteilt. Die LCC Geschäftsreisen-Sparte agiert unter dem Label LCC Business Travel.
Ein globales Netzwerk mit starker Basis in Deutschland ist eine besondere Stärke des Franchisesystems. Ein Kennzeichen dafür ist LCC DMC – das Netzwerk der Destination Management Companys mit einem Online-Marktplatz von LCC Partnern in mehr als 80 Ländern, die mit einem speziellen Insider-Know-how für die Bereiche Individual-, Gruppen und MICE-Reisen Services anbieten.
Die Franchise-Zentrale Lufthansa City Center Reisebüropartner (LCR) in Frankfurt ist Hauptaktionär der LCC Reisebüro AG. Bei dieser Gesellschaft fungieren Udo Wichert und Thomas Klein als Vorstände und Markus Orth als Aufsichtsratsvorsitzender.
Die Deutsche Lufthansa AG ist über die Lufthansa Commercial Holding GmbH (LCH) an der LCCI beteiligt (50 % Geschäftsanteile), hat dem gesamten Unternehmen aber über einen Markennutzungsvertrag Namensrechte gegeben.
Regelmäßig wird Lufthansa City Center für seine Servicequalität ausgezeichnet. Von 2020 bis 2024 etwa jährlich vom Handelsblatt für die „beste Kundenberatung“ und von 2019 bis 2024 jedes Jahr als „bester Mittelstandsdienstleister“ in der Kategorie Geschäftsreisedienstleister.
Die Lufthansa City Center sind Mitglied im Verband Deutsches Reisemanagement e. V. (VDR), dem Deutschen Reiseverband (DRV), dem Bundesverband der Deutschen Tourismuswirtschaft (BTW) und bereits seit 2011 Mitglied der Nachhaltigkeitsinitiative der Tourismusbranche Futouris.
Lufthansa City Center geht transparent mit dem Thema Nachhaltigkeit und Reisen um. Zu diesem Zweck hat das Unternehmen 2024 eine Nachhaltigkeitsbroschüre veröffentlicht.

## Geschichte
Die Franchise-Kette ist aus den Lufthansa-Stadtbüros hervorgegangen. 1991 eröffnete die Deutsche Lufthansa AG das erste LCC in Dresden. Im Jahre 1994 wurde die Franchisezentrale Lufthansa City Center Reisebüropartner GmbH (LCR) gegründet. In den darauffolgenden Jahren erfolgte der Umzug vom bisherigen Standort am Frankfurter Flughafen zum aktuellen Sitz der Gesellschaft in Frankfurt-Niederrad. Im Jahre 2000 übernahmen die Reisebüropartner sämtliche Anteile ihres Franchisesystems.
Das erste internationale Lufthansa City Center aus Tallinn trat dem Netzwerk 1992 bei. 1999 wurden die internationalen Aktivitäten in einer neu gegründeten Lufthansa City Center International (LCCI) zusammengeführt. Die Reisebüros sind heute auf allen Kontinenten der Erde vertreten.
Anfang 2017 wurde die LCC Reisebüro Aktiengesellschaft gegründet. Ziel der LCC Reisebüro AG ist es, durch den Kauf von Reisebüros nicht nur deren Standorte, sondern auch das Wachstum von LCC insgesamt zu sichern. Aktionäre der Gesellschaft sind neben dem Franchise-Unternehmen Lufthansa City Center Reisebüropartner GmbH (LCR) verschiedene Franchise-Partner von LCC.
Von 2019 bis 2024 unterhielt Lufthansa City Center eine Partnerschaft mit dem auf digitale Geschäftsreisebuchungen spezialisiertem Unternehmen Voya. Diese Partnerschaft wurde zu November 2024 beendet.
Seit 2022 ist Lufthansa City Center Partner von Miles & More, dem Vielfliegerprogramm der Lufthansa.